# Kazirbiekiin Yolk
Kazirbiekiin Yolk es un deportista mongol que compite en judo. Ganó una medalla de bronce en el Campeonato Mundial de Judo de 2025, en la categoría de –60 kg.

## Palmarés internacional
| Campeonato Mundial | Campeonato Mundial | Campeonato Mundial | Campeonato Mundial |
| Año                | Lugar              | Medalla            | Categoría          |
| ------------------ | ------------------ | ------------------ | ------------------ |
| 2025               | Budapest (Hungría) | Medalla de bronce  | –60 kg             |